# Gelo Racing Team

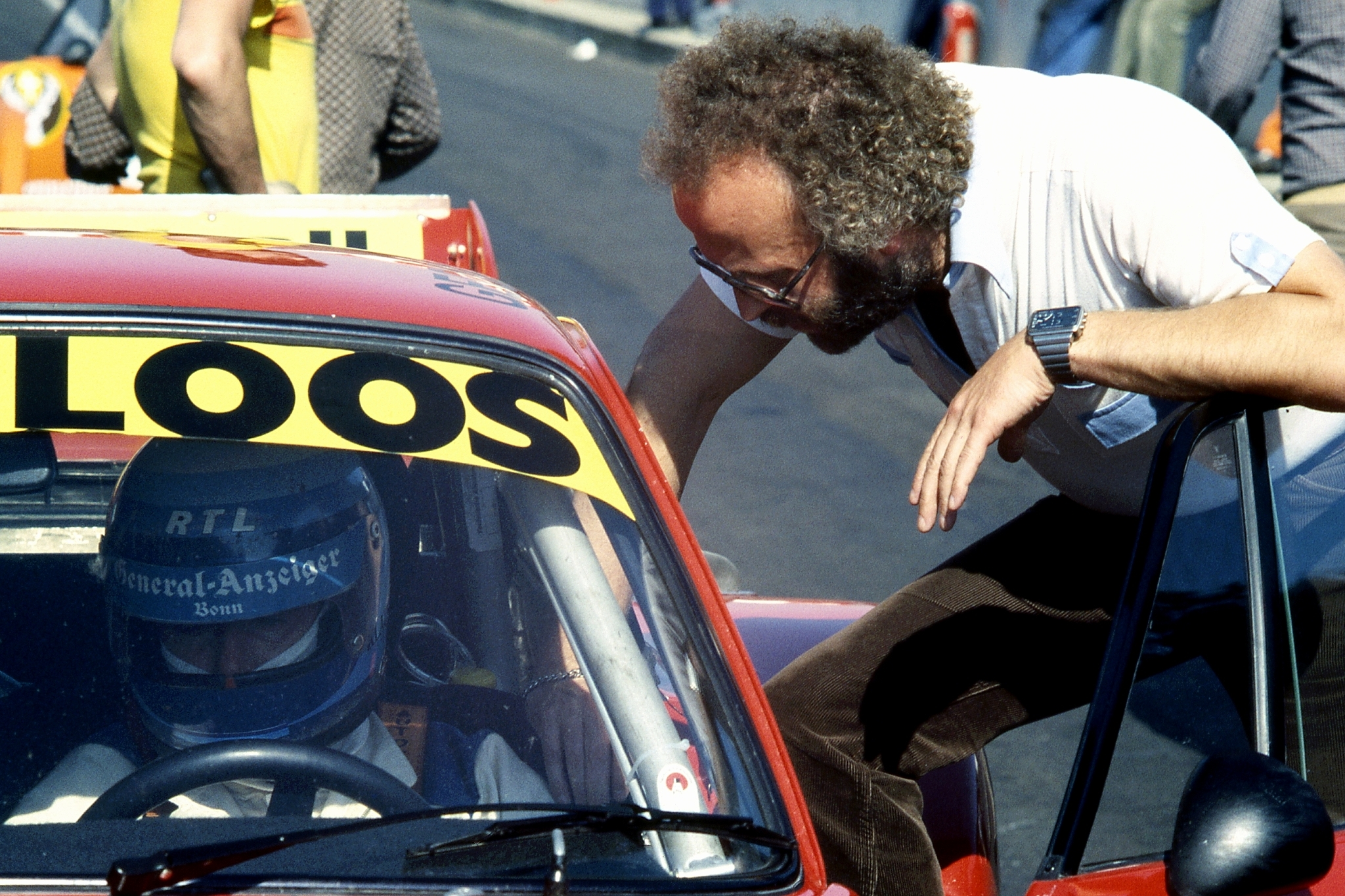
Klaus Ludwig und GELO-Teamchef Georg Loos vor dem Start zum 1978er „DRM Westfalen-Pokal-Rennen“ im belgischen Zolder.

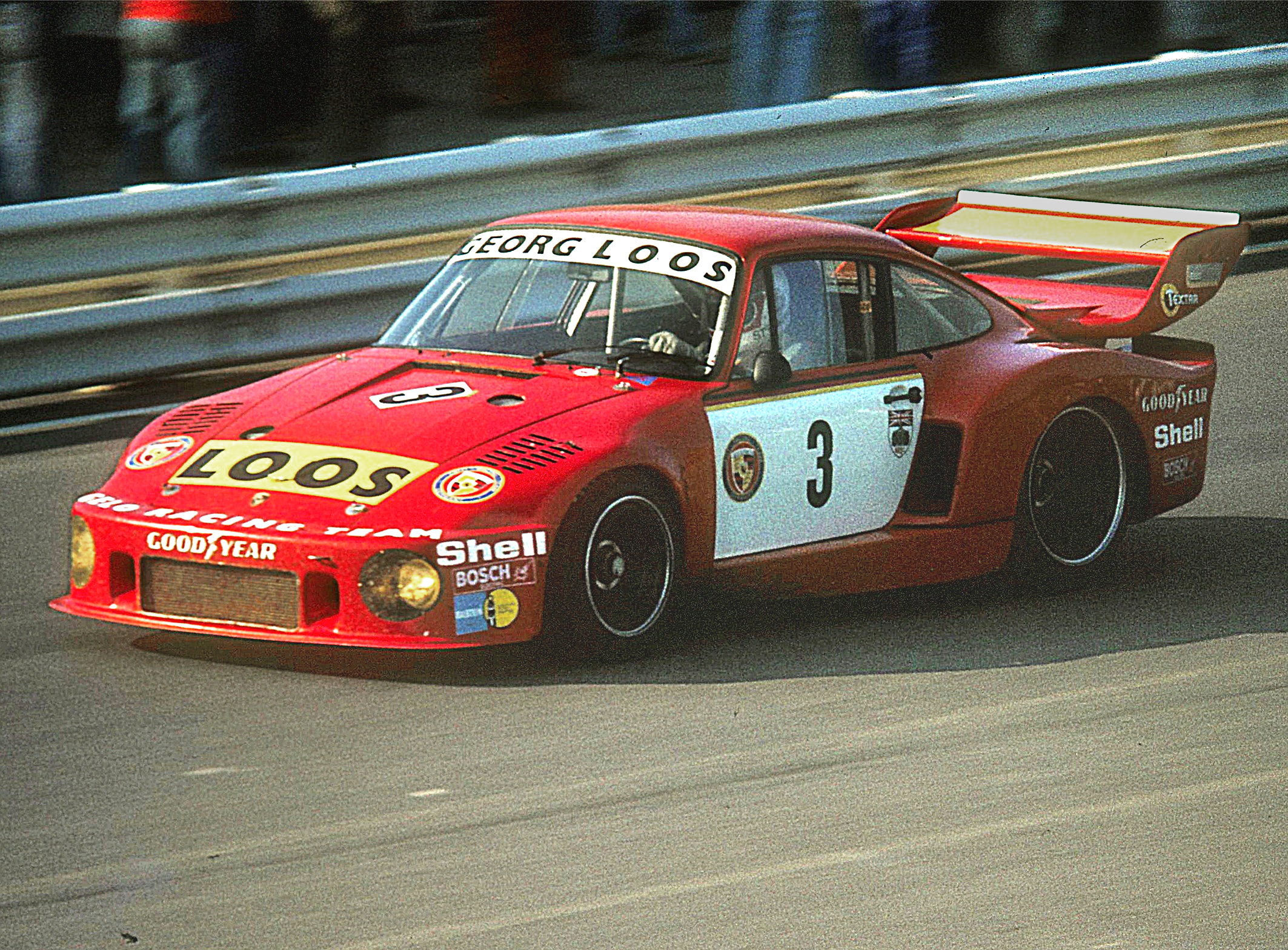
Rolf Stommelen im GELO-Porsche 935 beim 1000-km-Rennen auf dem Nürburgring 1977, das er zusammen mit Tim Schenken und Toine Hezemans gewann.

Das GELO Racing Team war ein in Köln ansässiger Rennstall im Automobil-Rennsport, der von 1970 bis in die 1980er Jahre hinein aktiv war. Inhaber und Teamchef war der frühere Rennfahrer und Immobilienunternehmer Georg Loos (1943–2016), nach dem das Team benannt war.

## Geschichte
Georg Loos hatte zwischen 1968 und 1974 selbst als Fahrer an zahlreichen Sportwagenrennen teilgenommen, darunter bei Läufen der Deutschen Automobil-Rundstrecken-Meisterschaft (DARM), der Interserie und der Sportwagen-Weltmeisterschaft. Loos startete als Fahrer von 1970 bis 1974 fünfmal beim 24-Stunden-Rennen von Le Mans. Danach beendete er seine Rennfahrerkarriere und konzentrierte sich ausschließlich auf die Leitung seines Anfang 1970 als GELO-Racing-Team – Georg Loos Werbe KG mit einem Stammkapital von 250.000 DM gegründeten Rennteams.
Ohne einen festen Teamstandort operierte GELO von den Wohn- und Unternehmenssitzen Georg Loos’ aus, vornehmlich in Köln-Marienburg. Neben Siegprämien und Sponsorengeldern sowie Erlösen aus dem Weiterverkauf seiner Rennwagen investierte Loos auch viel privates Kapital seiner florierenden Unternehmen in das Team. Durch sein häufig impulsives und großspuriges Auftreten erwarb sich Georg Loos den Ruf eines Lebemanns und schillernden Partylöwen. Für die Wege zu den Rennstrecken nutzte er oft einen geleasten, möglicherweise sogar eigenen Helikopter vom Typ Bell 206. Die Umgangsformen von Teamchef Loos galten als „gewöhnungsbedürftig“ und führten dazu, dass etliche Fahrer Gelo nach kurzer Zeit verließen. John Fitzpatrick soll nach drei Monaten gegangen sein und erklärt haben: „Der Mann ist unerträglich.“ Klaus Ludwig habe es ein Jahr ausgehalten und soll in dieser Zeit gelitten haben „wie ein Hund“. Unter anderem wurde berichtet, dass Loos Journalisten wegen ihm nicht genehmer Berichte beschimpfte und dass seine Auftritte bei Feiern insbesondere in betrunkenem Zustand so übel gewesen seien, dass auch zur Teilnahme verpflichtete Gäste vorzeitig gingen. Seine Auftritte hätten gelegentlich mit der Zerstörung von Mobiliar geendet, und wenn das Personal des Lokals ihn um Mäßigung gebeten habe, sei die Drohung, „den Laden zu kaufen und als Erstes alle zu entlassen“, mitunter die Reaktion gewesen.
Die in der Regel rot-gelb lackierten GELO-Rennwagen nahmen an Läufen zur Sportwagen-Weltmeisterschaft, der europäischen Interserie und der Deutschen Rennsport-Meisterschaft (DRM) teil. Von wenigen Ausnahmen abgesehen, setzte GELO vornehmlich Porsche-Rennfahrzeuge ein (zumeist 935-Kundenfahrzeuge), die im Stuttgarter Werk aufbereitet und gewartet wurden. In den 1970er Jahren bestand eine besondere Konkurrenz zu dem ebenfalls in Köln ansässigen Team Kremer Racing. Die harten Duelle beider Teams vor allem im Rahmen der DRM lieferten Kölner Boulevardblättern regelmäßig Schlagzeilen zu einem „Krieg der Kölner Porsche-Teams“.
Je nach aktuellem Sponsor variierte des Name des Teams. Unter anderem trat GELO als Polifac Racing-Team (beim 24-Stunden-Rennen von Le Mans 1974), Tebernum Racing Georg Loos KG bzw. GELO Tebernum Racing (1975 und 1976), Weisberg GELO Racing (beim 24-Stunden-Rennen von Le Mans 1978) und 1979 über ein von Georg Loos selbst betriebenes Unternehmen als Team GELO Racing Sportswear international an.
Ab 1982 trat das GELO-Team wegen wirtschaftlicher Schwierigkeiten nur noch sporadisch und in kleineren Rennklassen an, darunter auf Ralt-Fahrzeugen in der Formel 3 und im Markenpokal Renault-5-Turbo-Cup. Infolge finanzieller und steuerlicher Probleme zog sich Georg Loos aus der Öffentlichkeit zurück und GELO verschwand vollständig von den Rennstrecken. In der Presse hieß es unter anderem: „Porsche-König mit 2 Mios auf der Flucht.“ Im Jahr 1993 wurde das Team endgültig aufgelöst.

## Sportliche Erfolge

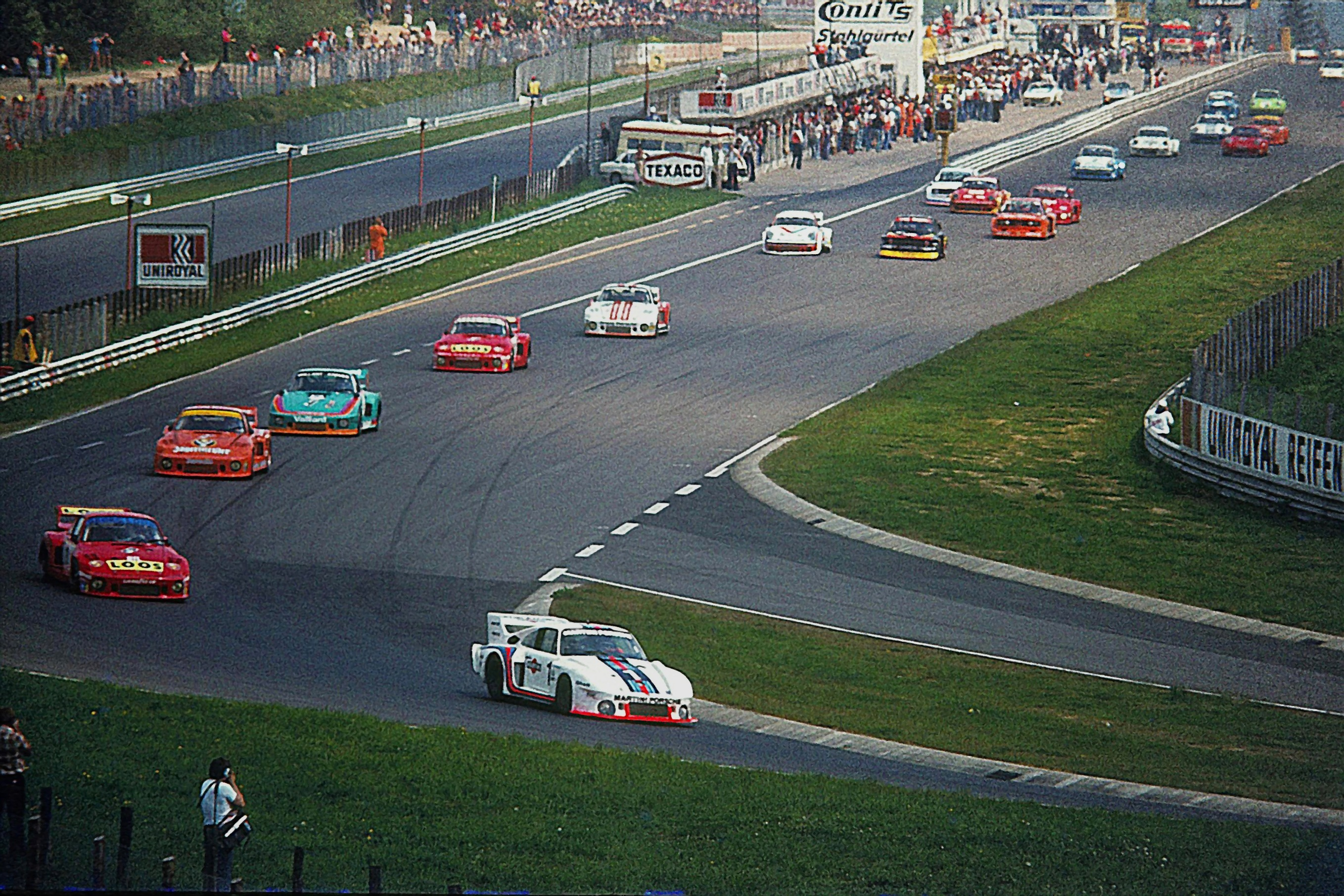
Start zum 1000-km-Rennen 1977, vorn Jacky Ickx im Werks-Porsche, gefolgt von Rolf Stommelen und auf Platz fünf der spätere Siegerwagen

Einer der ersten Erfolge des Teams war Platz neun in der Gesamtwertung des 1000-km-Rennens auf dem Nürburgring 1971 mit einem Ferrari 512 M, gefahren von Georg Loos und Franz Pesch.
Beim 24-Stunden-Rennen von Le Mans 1975 erreichte der Loos-Porsche 911 Carrera RSR  mit den Fahrern John Fitzpatrick, Gijs van Lennep, Manfred Schurti und Toine Hezemans einen viel beachteten Sieg in der GT-Klasse (bei Gesamtrang 5).
Neben drei Siegen in Folge beim zur Sportwagen-Weltmeisterschaft zählenden 1000-km-Rennen auf der Nürburgring-Nordschleife (1977, 1978 und 1979) gilt der Gesamtsieg in der Deutschen Rennsport-Meisterschaft 1977 als größter Erfolg des GELO-Teams. Der Kölner Sportwagen- und Formel-1-Rennfahrer Rolf Stommelen gewann für GELO die in dieser Saison erstmals für Tourenwagen nach den Regeln der Gruppe 5 zugelassene DRM nach fünf Siegen und vier zweiten Plätzen in zehn Läufen auf einem Porsche 935.
Für den Rennstall gingen zahlreiche prominente Fahrer an den Start, die teils nur für einzelne Rennserien oder Rennen verpflichtet wurden, darunter Hans Heyer, Jacky Ickx, Klaus Ludwig, Henri Pescarolo, Tim Schenken und Bob Wollek. Ab 1981 trat das Nachwuchstalent Stefan Bellof in Rennen der Formel 3 und des Renault-5-Turbo-Cups für das Team an.